# Kołatki

Kołatki

Kołatki, to drewniane deseczki z przymocowanymi do nich młoteczkami. Stosowane podczas obchodów Triduum Paschalnego zamiast dzwonków ministranckich.
Klekocząc hałaśliwie kołatkami (klekotkami) młodzież obchodziła kiedyś wieś oznajmiając w Wielki Piątek nadejście żałoby.